# 費瑟河 (萊內河支流)
51°15′5.7″N 7°46′7.5″E / 51.251583°N 7.768750°E

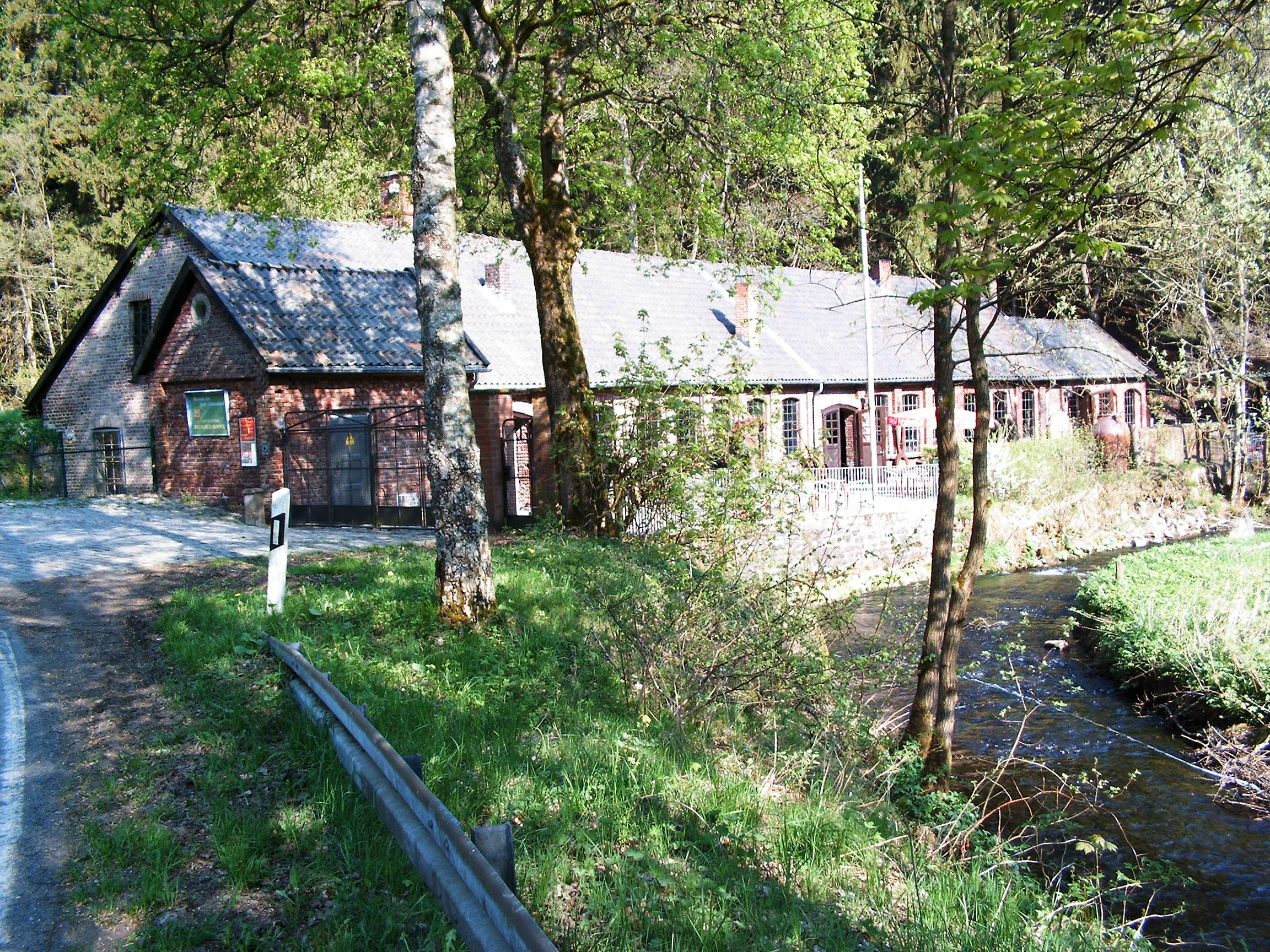

費瑟河（德語：Verse），是德國的河流，位於該國西部，處於北萊茵-威斯特法倫州，屬於萊內河的左支流，河道全長24.5公里，流域面積80平方公里，發源自邁訥茨哈根東北部。